# کروگل
کروگل (به فرانسوی: Cruguel) یک کامین در فرانسه با جمعیت ۵۹۵ نفر است که در Canton of Josselin واقع شده‌است.